# Strikers 1945
Strikers 1945 ist der Name einer Reihe vertikal scrollender Shoot'em ups der japanischen Firma Psikyo. Der erste Teil erschien 1995 als Arcade-Version im JAMMA-Format und wurde ein Jahr später für die PlayStation portiert. Bis 1999 erschienen zwei weitere Teile sowie eine Neuauflage des ersten Teils.
Die Serie zeichnet sich vor allem durch ihr Szenario aus. Im Gegensatz zu üblichen Shootern verwendet das Spiel als Hintergrund und Grafikset eine Mischung aus Waffentechnik des Zweiten Weltkrieges und Science Fiction. Grundsätzlich greift die Serie damit Konzept und auch Namensgebung des Capcom-Klassikers 1942 und seiner Nachfolger auf.
In allen Teilen des Spiels ist ein kooperativer Mehrspielermodus für zwei Personen vorhanden. Die Grafikengine der Spiele wurde von Psikyo bereits zuvor in den Sengoku-Ace-Shootern benutzt.

## Genereller Spielinhalt
Der Spieler wählt anfangs eins von fünf bis sechs zur Verfügung stehenden Kampfflugzeugen aus, die sich an realen Typen des Weltkrieges orientieren (z. B. P-38 Lightning, Supermarine Spitfire, A6M2 Zero). Jedes Flugzeug unterscheidet sich hinsichtlich Bewaffnung, Agilität und Smartbomb-Ausstattung.
Anschließend wird der Spieler in eine Abfolge verschiedener Levels geschickt. Die Levels werden dabei zu Viererblöcken zusammengefasst, in denen die Reihenfolge der Levels selbst per Zufallsberechnung bestimmt wird. Der Schwierigkeitsgrad der Levels selbst wird ebenfalls dieser Auslosung angepasst, sodass spätere Levels prinzipiell immer schwieriger werden, wogegen sie leichter sind, falls ihnen ein früheres Erscheinen zugelost wird.
In den Levels selbst ist das Spiel ein typisches 2D-Shoot'em-up, bei dem der Spieler aus der Draufsicht sein Flugobjekt über den vorbeiscrollenden Hintergrund lenkt und Gegnermassen in der Luft und am Boden dezimieren muss, um seinen Punktestand in die Höhe zu treiben. Am Ende muss der Spieler gegen einen mehrstufig zerstörbaren Endgegner bestehen. Power-ups rüsten das Flugzeug und die Waffen des Spielerflugzeugs auf oder geben ihm zusätzliche, den Bildschirm leerende Smartbombs. Ein einzelner Treffer oder eine Kollision mit einem Feindflugzeug zerstört das Flugzeug des Spielers.

## Steuerbare Flugzeuge
| Strikers 1945 1. P-38 Lightning 2. P-51 Mustang 3. Supermarine Spitfire 4. Messerschmitt Bf 109 5. Mitsubishi A6M2 Zero 6. Kyushu J7W Shinden | Strikers 1945 II 1. P-38 Lightning 2. Vought XF5U 3. Ta 152 4. Nakajima Ki-84 5. Kyushu J7W Shinden 6. De Havilland DH.98 Mosquito | Strikers 1945 III/Strikers 1999 1. F/A-18 Hornet 2. F-22 Raptor 3. F-117 Nighthawk 4. AV-8 Harrier 5. F-4 Phantom 6. X-36 Warlord (Secret) |

## Besonderheiten
Titelspezifische Eigenschaften bestehen bei der Strikers-Serie vor allem in der Waffenauswahl und der Punktevergabe:

### Waffenauswahl
Grundsätzlich hat jedes wählbare Flugzeug eine Standardbewaffnung. Diese wird durch eingesammelte Power-ups immer stärker. Daneben gibt es jedoch eine Besonderheit: Mit jedem Power-up erhält der Spieler kleine, unzerstörbare „Tochterflugzeuge“ (sogenannte Options), die eine sekundäre Waffe abfeuern. Diese variiert von Flugzeug zu Flugzeug: So feuert die Bf 109 etwa Lenkraketen, während die A6M2 kurz reichende Freifallbomben fallen lässt.
Die Option-Schüsse lassen sich auch durch Halten des Feuerknopfes aufladen. Sobald der auf dem Bildschirm eingeblendete Balken voll ist, machen sich die Options selbstständig und führen eine einige Sekunden dauernde Spezialattacke durch. Der Nachteil dabei ist allerdings, dass der Spieler für die Zeit des Aufladens auf Feuerstöße verzichten muss.
Die Smartbomb führt eine groß angelegte und sehr effektive Attacke auf den gesamten Bildschirmbereich durch und steht daher nur begrenzt zur Verfügung.

### Punktevergabe
Grundsätzlich erhält der Spieler Punkte für die Zerstörung von Gegnern. Daneben kann der Spieler allerdings zusätzliche Punkte erhalten, indem er die durch die Zerstörung von bestimmten Gebäuden auftauchenden Medaillen aufsammelt. Für diese erhält er sofort eine zufällig generierte Punktzahl.
Neben dieser Option erhält der Spieler auch für jede am Ende des Levels verbliebene Smartbomb einen Bonus.

### Szenario
Sämtliche Grafiken und Designs von Gegnern orientieren sich an einem dem Zweiten Weltkrieg ähnelnden Kriegsszenario. Es lassen sich bekannte Typen von Flugzeugen und Panzern ausmachen. Der Spieler durchfliegt typische Kriegsszenarien wie einen mit Schlachtschiffen und U-Booten ausgestatteten Kriegshafen, einen Luftwaffenstützpunkt, eine besetzte Stadt und ähnliches.
Die Endgegner entsprechen allerdings eher der Science Fiction. So tritt der Spieler gegen riesige Nurflügler und gepanzerte Zeppeline an. Die Endgegner sind nach dem ersten fatalen Treffer allerdings noch nicht geschlagen und bauen sich Transformers-artig zu fliegenden Robotern um, die erneut besiegt werden müssen.

## Teile der Serie
- Strikers 1945 (1995)
- Strikers 1945 II (1997)
- Strikers 1945 Plus (1999)
- Strikers 1945 III bzw. Strikers 1999 (1999)

Die Teile I und II behielten die Thematik des Zweiten Weltkrieges bei. Teil III dagegen führte moderne Flugzeugtypen und Szenarien ein. Strikers 1945 Plus aktualisierte die Grafikengine des ersten Teils.
Für PSX wurden die ersten beiden Teile umgesetzt. Teil II erschien dabei im Jahr 2003 auch in Mitteleuropa regulär, während der erste Teil auf Japan beschränkt blieb. Teil III wurde nicht portiert. Strikers 1945 Plus erschien auf dem Neo Geo und wurde außerdem für die Playstation Portable umgesetzt.
Es existiert auch ein mit Strikers 1945 betiteltes und im Internet spielbares Flash-Spiel. Dieses basiert jedoch auf 1941: Counter Attack von Capcom, einem Spiel der 1942-Serie.